# Chusquea wilkesii
Chusquea wilkesii är en gräsart som beskrevs av William Munro. Chusquea wilkesii ingår i släktet Chusquea och familjen gräs. Inga underarter finns listade i Catalogue of Life.